# Expedición 26
La Expedición 26 fue la 26ª estancia de larga duración en la Estación Espacial Internacional. La misión se inició con los astronautas norteamericanos y dos cosmonautas rusos el 26 de noviembre de 2010 con la mitad de la tripulación de la Expedición 25 que volvía a Tierra a bordo de la Soyuz TMA-19. El resto de la tripulación de la Expedición 26ta - una astronauta norteamericana, un cosmonauta ruso y uno de ESA se unirán al trío que está a bordo cuando su nave Soyuz TMA-20 atraque con la estación el 17 de diciembre de 2010. El comandante de Douglas Weelock Expedición 25 será sucedido por el comandante Scott Kelly de la Expedición 26 el 24 de noviembre de 2010.
La misión del astronauta de la ESA, Paolo Nespoli a la estación espacial se llama también MagISStra. Un nombre que combina la palabra magistra que significa "profesora" en latín con el acrónimo ISS a sugerencia de la italiana Antonella Pezzani.

## Tripulación
| Posición             | Primera parte (noviembre de 2010)           | Segunda parte (diciembre de 2010 a marzo de 2011)  |
| -------------------- | ------------------------------------------- | -------------------------------------------------- |
| Comandante           | Scott J. Kelly, NASA Tercer vuelo espacial  | Scott J. Kelly, NASA Tercer vuelo espacial         |
| Ingeniero de vuelo 1 | Aleksandr Kaleri, RSA Quinto vuelo espacial | Aleksandr Kaleri, RSA Quinto vuelo espacial        |
| Ingeniero de vuelo 2 | Oleg Skripochka, RSA Primer vuelo espacial  | Oleg Skripochka, RSA Primer vuelo espacial         |
| Ingeniero de vuelo 3 |                                             | Dmitri Kondratyev, RSA Primer vuelo espacial       |
| Ingeniero de vuelo 4 |                                             | Catherine Coleman, NASA Tercer vuelo espacial      |
| Ingeniero de vuelo 5 |                                             | Paolo Nespoli, ESA (Italia) Segundo vuelo espacial |

FuenteNASA

## Tripulación de Repuesto o de emergencia
- Ronald Garan
- Anatoli Ivanishin
- Sergei Revin
- Anton Shkaplerov